# 港口點 (加利福尼亞州)
港口點（英語：Harbor Point）是位於美國加利福尼亞州馬林縣的一個非建制地區。該地的面積和人口皆未知。

## 地理
港口點的座標為37°52′55″N 122°30′03″W / 37.88194°N 122.50083°W，而該地的平均海拔高度為40米（即131英尺）。